# Desa Pasirmuncang (administrativ by i Indonesien, lat -6,83, long 108,18)
Desa Pasirmuncang är en administrativ by i Indonesien.   Den ligger i provinsen Jawa Barat, i den västra delen av landet, 160 km öster om huvudstaden Jakarta.